# Li Lisan
Li Lisan (ur. 18 listopada 1899, zm. 22 czerwca 1967) – chiński działacz komunistyczny.
Studiował we Francji, po powrocie do Chin w 1921 roku wstąpił do Komunistycznej Partii Chin. Na VI Zjeździe partii w odbytym w czerwcu-lipcu 1928 roku w Moskwie wraz z Xiang Zhongfa wybrany do kierownictwa partii, od 1929 roku był jej sekretarzem generalnym. Kierował strukturami partyjnymi w Szanghaju, reprezentując prosowieckie i działające pod auspicjami Kominternu stronnictwo KPCh, w opozycji do którego stał Mao Zedong. Latem 1930 roku nakazał gromadzącym się na wsi siłom komunistycznym uderzyć na miasta. Powstanie w Nanchangu i atak na Changsha zakończyły się porażką i krwawym odwetem sił Kuomintangu. Wezwany wkrótce do Moskwy został tam oskarżony o błędy „lewackie” i uwięziony, a na czele partii z rozkazu Stalina stanął Wang Ming.
W sowieckim więzieniu przebywał 15 lat. Po powrocie do Chin w 1945 roku nie odzyskał już nigdy wpływów i zajmował drugorzędne stanowiska. W czasie rewolucji kulturalnej szykanowany przez hunwejbinów, prawdopodobnie popełnił samobójstwo.